# Karina Kim
Karina Kim, gebürtig Silvia Sonja Conrad (* 19. Juni 1966 in Nordhorn, Niedersachsen) ist eine deutsche Schlagersängerin.

## Karriere
Sie wurde 1991 bei einem Casting entdeckt und brachte bis 2011 fünfzehn Singles und ein Album heraus. Sie lebt zurzeit in Oberhausen mit ihrer Tochter Jasmin.
Zu ihren erfolgreichsten Titeln gehören Ich schenke dir den Sommer (1996) und Ich back’ mir selber einen Mann (2002), mit dem sie als Höhepunkt ihrer Karriere beim Grand Prix der Volksmusik 2002 teilgenommen hat. Unter anderem hat sie eine Künstlervereinigung mit dem Namen Schlagerkarussel ins Leben gerufen.

## Diskografie
Singles:
- 1988: Guantanamera
- 1991: Ciao, ciao amore
- 1992: Junges Herz
- 1992: Dieser Tag in meinem Leben
- 1993: Beim nächsten Mann wird alles anders
- 1994: Köln liegt nicht am Mississippi
- 1995: So’n bißchen Spanien
- 1995: Alle Lieder einer Nacht
- 1995: Attenzione, Attenzione!
- 1996: Ich schenke dir den Sommer
- 1997: Warum nicht du
- 2000: Der Ast auf dem ich sitze
- 2002: Ich back’ mir selber einen Mann
- 2004: Ich brauche keinen Millionär
- 2011: Liebe im Heu

Album:
- 1995: Alle Lieder einer Nacht